# Краймбах-Каульбах
Краймбах-Каульбах (нім. Kreimbach-Kaulbach) — громада в Німеччині, розташована в землі Рейнланд-Пфальц. Входить до складу району Кузель. Складова частина об'єднання громад Лаутереккен-Вольфштайн.
Площа — 9,05 км2. Населення становить 752 ос. (станом на 31 грудня 2020).